# فالنتن
فالنتن (به لهستانی:  Falentyn) یک روستا در لهستان است که در گمینا رکی واقع شده‌است. فالنتن  ۳۱۰ نفر جمعیت دارد.